# Albert (jezioro w Nowej Południowej Walii)
Albert – jezioro w miejscowości Wagga Wagga, położone w stanie Nowa Południowa Walia w Australii. Jezioro sztuczne, zbudowane w roku 1890. Nazwa nadana od imienia księcia Alberta. Miejsce uprawiania sportów wodnych.